# Медолик
Медо́лик (Ramsayornis) — рід горобцеподібних птахів родини медолюбових (Meliphagidae). Представники цього роду мешкають в Австралії і на Новій Гвінеї. Рід названий на честь австралійського орнітолога Едварда Пірсона Рамзі.

## Опис
Медолики — дрібні птахи з середньою довжиною тіла 12-14 см і вагою 8-14 г. Нижня частина тіла у них бліда, смугаста.

## Види
Виділяють два види:
- Медолик смугастий (Ramsayornis fasciatus)
- Медолик бурий (Ramsayornis modestus)